# Anders Peter Tranéus
Anders Peter Tranéus, född 21 juli 1789 i Göteborg, död 31 januari 1868 i Skee socken, var en svensk präst och riksdagsman.
Anders Peter Tranéus var son till rektorn Olof Tranéus och Catharina Fordgren. Han blev student vid Uppsala universitet 1808 och filosofie magister där 1812. Han var informator åt Lars Johan Hierta och dennes bröder 1810–1812, utnämndes till bibliotekarie vid gymnasiet i Göteborg 1814, till adjunkt där 1817 och lektor i latin 1818. Han lät prästviga sig 1820 och avlade pastoralexamen 1822, varefter han 1824–1830 verkade som hospitalspredikant. Tranéus var en betydande representant för sitt stånd och åtnjöt stort förtroende. Han blev tidigt intresserad för missionsfrågan och var en av Svenska Missionssällskapets trognaste förkämpar i Göteborgs stift. Särskilt verkade han för missionen bland samerna. 1818–1831 var han sekreterare i bibelsällskapet i Göteborg. Han var riksdagsman 1847 och 1851, varvid han bland annat tillhörde allmänna besvärs- och ekonomiutskottet. Till sin religiösa åskådning stod han i viss opposition till schartauanismen.